# Aire urbaine de Libourne
L'aire urbaine de Libourne est une aire urbaine française centrée sur l'unité urbaine de Libourne. Composée de huit communes de la Gironde, elle comptait 36 418 habitants en 2013.

## Composition selon la délimitation de 2010
| Nom                        | Code Insee | Statut | Superficie (km2) | Population (dernière pop. légale) | Densité (hab./km2) |
| -------------------------- | ---------- | ------ | ---------------- | --------------------------------- | ------------------ |
| Libourne (siège)           | 33243      |        | 20,63            | 24 668 (2022)                     | 1 196              |
| Les Billaux                | 33052      |        | 6,26             | 1 163 (2022)                      | 186                |
| Lalande-de-Pomerol         | 33222      |        | 8,25             | 631 (2022)                        | 76                 |
| Pomerol                    | 33328      |        | 6,24             | 608 (2022)                        | 97                 |
| Sablons                    | 33362      |        | 11,84            | 1 315 (2022)                      | 111                |
| Saint-Denis-de-Pile        | 33393      |        | 28,27            | 5 916 (2022)                      | 209                |
| Saint-Émilion              | 33394      |        | 27,02            | 1 689 (2022)                      | 63                 |
| Saint-Sulpice-de-Faleyrens | 33480      |        | 18,17            | 1 331 (2022)                      | 73                 |

### Évolution de la composition
- 1999 : 8 communes, dont 4 appartiennent au pôle urbain
- 2010 : 8 communes, dont 7 appartiennent au pôle urbain
  - Les Billaux et Saint-Émilion sont absorbées par le pôle urbain ; Sablons est ajoutée à la couronne (+3)
  - Bonzac, Galgon et Savignac-de-l'Isle deviennent des communes multipolarisées (-3)

## Caractéristiques
D'après la définition qu'en donne l'INSEE, l'aire urbaine de Libourne est composée de 8 communes, situées dans la Gironde. Ses 31 662 habitants font d'elle la 193e aire urbaine de France.
5 communes de l'aire urbaine sont des pôles urbains.
Le tableau suivant détaille la répartition de l'aire urbaine sur le département (les pourcentages s'entendent en proportion du département) :
| Département | Communes | Communes (%) | Superficie (km²) | Superficie (%) | Population (1999) | Population (%) |
| ----------- | -------- | ------------ | ---------------- | -------------- | ----------------- | -------------- |
| Gironde     | 8        | 1,5          | 96,79            | 1,0            | 31 662            | 2,5            |

## Évolution démographique
L'évolution démographique ci-dessous concerne l'Aire urbaine de Libourne délimitée selon le périmètre de 2010.
| 1968   | 1975   | 1982   | 1990   | 1999   | 2010   | 2015   | - |
| ------ | ------ | ------ | ------ | ------ | ------ | ------ | - |
| 32 326 | 32 493 | 33 366 | 32 934 | 33 220 | 36 042 | 37 313 | - |